# بيير غارسيا
بيير غارسيا (بالفرنسية: Pierre Garcia)‏ (27 يوليو 1943 بالعفرون في الجزائر - 13 فبراير 2023) هو مدرب كرة قدم ولاعب كرة قدم فرنسي في مركز الوسط. لعب مع ستاد رين ونادي بريوتشين.

## وصلات خارجية
- بيير غارسيا على موقع قاعدة بيانات كرة القدم.إي يو (الإنجليزية)
- بيير غارسيا على موقع عالم كرة القدم.نت (الإنجليزية)